# Ceralocyna aliciae
Ceralocyna aliciae là một loài bọ cánh cứng trong họ Cerambycidae.